# HAL Pushpak
Hindustan HUL-26 Pushpak là một mẫu máy bay cánh đơn hai chỗ của Ấn Độ trong thập niên 1950, do hãng Hindustan Aeronautics Limited thiết kế chế tạo dựa trên Aeronca Chief.

## Quốc gia sử dụng
Ấn Độ
 Sri Lanka
- 1 chiếc là quà tặng của Ấn Độ

## Tính năng kỹ chiến thuật (HUL-26)
Dữ liệu lấy từ 
Đặc điểm tổng quát
- Kíp lái: 2
- Chiều dài: 21 ft 0 in (6.40 m)
- Sải cánh: 36 ft 0 in (10.97 m)
- Chiều cao: 9 ft 1 in (2.77 m)
- Diện tích cánh: 175 ft2 (16.26 m2)
- Trọng lượng rỗng: 870 lb (395 kg)
- Trọng lượng có tải: 1350 lb (612 kg)
- Động cơ: 1 × Continental C90-8F, 90 hp (67 kW)

Hiệu suất bay
- Vận tốc cực đại: 90 mph (145 km/h)